# Callirrhoe (vệ tinh)
Callirrhoe (/kəˈlɪroʊˌiː/ kə-LIRR -o-ee; Hy Lạp: Καλλιρρόη), còn được gọi là Jupiter XVII là một trong các vệ tinh tự nhiên bên ngoài của sao Mộc. Đó là một mặt trăng dị hình quay quanh theo hướng ngược. Callirrhoe được chụp bằng Spacewatch tại Đài thiên văn quốc gia Kitt Peak từ ngày 6 tháng 10 đến ngày 4 tháng 11 năm 1999,  và ban đầu được chỉ định là tiểu hành tinh (1999 UX18). Nó được phát hiện trên quỹ đạo quanh Sao Mộc bởi Tim Spahr vào ngày 18 tháng 7 năm 2000, và sau đó được chỉ định S/1999 J 1. Đó là mặt trăng thứ 17 được xác nhận của Sao Mộc.
Callirrhoe có cường độ rõ ràng là 20,7,  khiến nó thậm chí còn mờ hơn cả hành tinh lùn Eris ở cường độ 18,7. Sao Mộc sáng hơn khoảng 2,5 tỷ lần so với Callirrhoe.
Callirrhoe có đường kính khoảng 8,6 km, và quay quanh sao Mộc ở một khoảng cách trung bình là 24,1 triệu km trong 758 ngày, ở một độ nghiêng quỹ đạo là 141° so với mặt phẳng hoàng đạo (140° đến xích đạo của sao Mộc) với một độ lệch tâm của 0,28. Vật thể này có lẽ đã bị bắt từ lâu từ quỹ đạo nhật tâm và ảnh hưởng lực hấp dẫn của Mặt trời làm cho quỹ đạo này rất thất thường.
Nó được đặt tên vào tháng 10 năm 2002 theo tên của Callirrhoe, con gái của thần sông Achelous, một trong những cuộc chinh phạt của thần Zeus (Jupiter).
Nó thuộc nhóm Pasiphae, các mặt trăng ngược không đều quay quanh Sao Mộc ở khoảng cách từ 22,8 đến 24,1 triệu km và với độ nghiêng nằm trong khoảng 144,5° đến 158,3°.
Là một nghiên cứu điều hướng, tàu vũ trụ New Horizons đã chụp hình Callirrhoe vào ngày 10 tháng 1 năm 2007 

## liên kết ngoài
- Khám phá Mặt trăng thứ 17 của Sao Mộc Lưu trữ ngày 18 tháng 10 năm 2019 tại Wayback Machine
- Tàu vũ trụ S / 1999 J 1
- Hình ảnh khám phá tàu vũ trụ

1. ↑  The discovery is credited to the team of astronomers consisting of J. V. Scotti, T. B. Spahr, R. S. McMillan, J. A. Larson, J. Montani, A. E. Gleason, and T. Gehrels.[2]